# Richard M. Moose
Richard Menifee Moose (* 27. Februar 1932 in Little Rock, Arkansas; † 25. September 2015 in Alexandria, Virginia) war ein US-amerikanischer Diplomat und Wirtschaftsmanager, der unter anderem zwischen 1977 und 1981 Assistant Secretary of State for African Affairs sowie von 1993 bis 1996 Under Secretary of State for Management war.

## Leben
Moose begann nach dem Besuch der Little Rock Senior High School 1949 ein grundständiges Studium am Hendrix College, das er 1953 mit einem Bachelor of Arts (B.A.) abschloss. Ein darauf folgendes postgraduales Studium im Fach Internationale Beziehungen an der Columbia University beendete er 1954 mit einem Master of Arts (M.A.) und leistete danach zwischen 1954 und 1956 Militärdienst in der US Army. Anschließend trat er 1956 in den diplomatischen Dienst in das US-Außenministerium ein und war zunächst Assistent des damaligen Botschafters in Mexiko, Francis White sowie im Anschluss von Robert C. Hill. Danach war er Mitarbeiter an der neu eingerichteten Botschaft in Kamerun, ehe er nach seiner Rückkehr Mitarbeiter im Exekutivsekretariat des Außenministeriums wurde und dort während der Kubakrise 1962 Verbindungsbeamter zum Verteidigungsministerium war.
Daraufhin war Moose von 1966 bis 1968 Sonderassistent des Nationalen Sicherheitsberaters Walt Rostow und blieb anschließend bis 1969 Mitarbeiter im Stab des Nationalen Sicherheitsrates (US National Security Council). Daraufhin war er zwischen 1969 und 1975 Mitarbeiter im Stab von Mo Udall, einem demokratischen Mitglied des US-Repräsentantenhauses aus Arizona. Im Anschluss war er von 1975 bis 1977 Mitarbeiter des von J. William Fulbright geleiteten Außenpolitischen Ausschusses des US-Senats. 
Am 18. März 1977 kehrte er ins Außenministerium zurück und löste Lawrence Eagleburger als Leiter der Verwaltungsabteilung (Deputy Under Secretary of State for Management) ab, bekleidete dieses Amt aber nur bis zum 15. August 1977 und wurde danach durch Benjamin H. Read abgelöst. Er selbst übernahm zuvor am 6. Juli 1977 von William E. Schaufele, Jr. den Posten als Leiter des Afrika-Referats im Außenministerium (Assistant Secretary of State for African Affairs) und verblieb in dieser Verwendung bis zum 16. Januar 1981. Sein dortiger Nachfolger wurde am 9. Juni 1981 Chester Crocker.
Nach der Wahl von Ronald Reagan zum US-Präsidenten verließ Moose den auswärtigen Dienst 1981 und war zunächst bis 1988 geschäftsführender Direktor der Investmentbank Shearson Lehman Brothers in London und danach zwischen 1988 und 1993 Leitender Vizepräsident für internationale und Regierungsangelegenheiten des Finanzdienstleistungsunternehmens American Express. Am 2. August 1993 kehrte er abermals ins Außenministerium zurück und löste nunmehr J. Brian Atwood als Leiter der Abteilung Verwaltung (Under Secretary of State for Management) ab. Diese Funktion bekleidete er bis zum 1. September 1996, ehe erst ein Jahr später Bonnie R. Cohen am 20. August 1997 das Amt übernahm. Danach wechselte er zur Denkfabrik Council on Foreign Relations (CFR), wo er eine Studie über die rückläufigen Staatsausgaben auf die US-Außenpolitik leitete. Zugleich wurde er Präsident des Instituts für öffentliche Forschung des Center for Naval Analyses in Arlington County.

## Veröffentlichungen
- Rhodesia. Address before the Senate Foreign Relations Committee on March 7, 1979, US State Department, Washington, D.C., 1979
- U.S. policy toward Liberia. Statement before the House Appropriations Subcommittee on Foreign Operations, August 19, 1980, US State Department, Washington, D.C., 1980
- The U.S. and Angola. Statement before the Subcommittee on Africa of the House Foreign Affairs Committee, September 30, 1980, US State Department, Washington, D.C., 1980